# UN-Dekade Bildung für eine nachhaltige Entwicklung
In Aufnahme einer Empfehlung des Weltgipfels für Nachhaltige Entwicklung in Johannesburg (2002) hat die Vollversammlung der Vereinten Nationen (UN) mit Beschluss vom 20. Dezember 2002 die Jahre 2005 bis 2014 zur UN-Dekade der Bildung für nachhaltige Entwicklung (Education for Sustainable Development) erklärt. Damit sollte signalisiert werden, dass Bildung und Lernprozesse die treibende Kraft für Veränderungen und damit die Grundlage für die Annäherung an eine Nachhaltige Entwicklung sind.
Koordinierendes Organ ist die UNESCO. In Deutschland wird die UN-Dekade von der Deutschen UNESCO-Kommission (Bonn) umgesetzt.

## Ziele
Das übergreifende Ziel der Dekade ist die Integration der Werte und Prinzipien nachhaltiger Entwicklung in alle Bildungsbereiche (bezogen auf alle Altersstufen) sämtlicher Mitgliedsstaaten und weltweit. Durch Erziehung und Bildung soll das Bewusstsein gestärkt werden, dass das Verhalten eines jeden Menschen Konsequenzen für die Lebensumstände vieler anderer Menschen in aller Welt hat.
Dadurch sollen letztendlich Veränderungen im Verhalten der Menschen angeregt werden, die der Schaffung einer nachhaltigen Zukunft im Sinne einer nachhaltigen und gerechten Gesellschaft dienen.
Konkret sollen die nationalen Regierungen dazu bewegt werden, die Dekade umzusetzen, indem sie das Leitbild der Nachhaltigen Entwicklung in die jeweiligen nationalen Bildungssysteme und -strategien integrieren.
Des Weiteren soll durch die nationalen Regierungen mehr öffentliche Aufmerksamkeit auf die Dekade gelenkt werden und eine Miteinbeziehung zivilgesellschaftlicher Akteure erfolgen.
Die Aufgaben der UNESCO und der nationalen Regierungen bestehen allgemein darin:
- den Zugang zu guter Basisbildung zu ermöglichen,
- bestehende Bildungsprogramme auf BNE auszurichten,
- öffentliche Aufmerksamkeit und Verständnis zu steigern,
- und Trainings anzubieten.

## Umsetzung
Als Leitfaden zur Umsetzung der Ziele der Dekade wurden in einem International Implementation Scheme (IIS) sieben allgemeine Strategien entwickelt, die die Ausarbeitung nationaler und regionaler Umsetzungsstrategien unterstützen sollen und gleichzeitig Teil einer jeden regionalen bzw. nationalen Strategie sein sollen.
Die sieben Strategien sind:
- Visionsbildung und Anwaltschaft
- Beratung und Ownership
- Partnerschaften und Netzwerke
- Kompetenzbildung und Training
- Forschung und Innovation
- Nutzung von Informations- und Kommunikationstechnologien
- Begleitung und Evaluation

## Bonner Halbzeitkonferenz 2009
Die "Weltkonferenz Bildung für nachhaltige Entwicklung – Startschuss für die zweite Halbzeit der UN-Dekade" fand vom 31. März bis zum 2. April 2009 in Bonn statt. Die UNESCO – "lead agency" der Dekade – und das Bundesministerium für Bildung und Forschung der Bundesrepublik Deutschland organisierten die Konferenz in Kooperation mit der Deutschen UNESCO-Kommission.
Im Rahmen der Konferenz wurden die ersten fünf Jahre der Dekade-Umsetzung evaluiert und Strategien für die zweite Halbzeit entwickelt. Neben Vertretern der UNESCO-Mitgliedstaaten, UN-Sonderorganisationen, multi- und bilateralen Organisationen der Entwicklungszusammenarbeit, nahmen Vertreter der Zivilgesellschaft und des Privatsektors teil.

## Internationaler Workshop 2012 Bonn
Im Februar 2012 fand in Bonn der internationale Workshop "Horizont 2015" statt. 50 Experten aus fünf Kontinenten diskutierten die Zukunft der Weltdekade. Sie forderten die Vereinten Nationen auf, die Fortsetzung der UN-Dekade "Bildung für nachhaltige Entwicklung" über 2014 hinaus sicherzustellen und empfahlen der UN-Generalkonferenz die baldige Verabschiedung einer Resolution.

## Die UN-Dekade international
Da Entwicklung und Umsetzung konkreter Programme völlig auf die regionale bzw. nationale Ebene übertragen werden, ist es möglich, dass einander widersprechende Vorstellungen von nachhaltiger Entwicklung vertreten werden. Es gibt keinen globalen Ansatz, auf den man sich international geeinigt hat.
Wie viele der von der Generalversammlung der Vereinten Nationen beschlossenen Dekaden, ist die Dekade der Bildung für nachhaltige Entwicklung nicht bindend. So erfolgt die Umsetzung freiwillig und daher in diesem Fall in den verschiedenen Ländern auf sehr unterschiedlichem Niveau, wenn überhaupt.
Einerseits ist das vor allem eine Frage des Budgets. Da es von den UN zur Umsetzung der Dekade keine finanzielle Unterstützung gibt, ist die Finanzierung sehr unterschiedlich. In Deutschland ist die Umsetzung mit etwa 300 000 € im Jahr am besten finanziert. In Neuseeland stehen beispielsweise 25 000 € zur Verfügung, während andere Länder gar kein Budget haben.
Andererseits ist die Art der Umsetzung auch abhängig von den unterschiedlichen sozialen und ökonomischen Ausgangspositionen der jeweiligen Länder allgemein und der damit zusammenhängenden primären Probleme. Tendenziell kann man feststellen, dass in den ärmeren Ländern eher die Basisbildung im Vordergrund steht, während es bei der Umsetzung in den reicheren Ländern um BNE im engeren Sinne geht.

## Die UN-Dekade in Deutschland
Die Deutsche UNESCO-Kommission (DUK) hat bereits im Juli 2003 mit der „Hamburger Erklärung“ Empfehlungen für einen nationalen Aktionsplan zur Weltdekade beschlossen. Im Mai 2004 wurde zur konkreten Umsetzung der Ziele der Weltdekade ein deutsches Nationalkomitee einberufen, dem Vertreter aus den Bereichen Bildung, Wissenschaft, Wirtschaft und Kultur sowie Mitglieder des deutschen Bundestages und der Bundesregierung angehören.
Die „Aufgabe des Nationalkomitees ist es, die in der ‚Hamburger Erklärung’ der Deutschen UNESCO-Kommission genannten unterschiedlichen Ansprechpartner, Projekte und Initiativen zu einer Allianz ‚Nachhaltigkeit Lernen’ zusammenzuführen und einen nationalen Aktionsplan für die Weltdekade zu entwickeln und fortzuschreiben.“
Zur Erstellung des nationalen Aktionsplanes gibt es auch einen einstimmigen Bundestagsbeschluss aus dem Jahr 2004. Der Aktionsplan soll jährlich fortgeschrieben werden, da die UN-Dekade für BNE als offener Prozess verstanden wird. Allerdings ist die neueste Version die 2. Fassung vom November 2005.
Für die Umsetzung der Dekade in Deutschland wurden darin 4 Ziele formuliert:
- Die Weiterentwicklung und Bündelung der Aktivitäten sowie Transfer guter Praxis in die Breite
- Die Vernetzung der Akteure der Bildung für nachhaltige Entwicklung
- Die Verbesserung der öffentlichen Wahrnehmung von Bildung für nachhaltige Entwicklung
- Die Verstärkung internationaler Kooperationen

Ebenfalls hat das Nationalkomitee für die kommenden Jahre der Dekade Jahresthemen festgelegt, wobei die Bearbeitung anderer Themen jederzeit ebenfalls erwünscht ist.
Folgende Jahresthemen wurden festgelegt:
2007: Kulturelle Vielfalt,
2008: Wasser,
2009: Energie,
2010: Geld,
2011: Stadt,
2012: Ernährung,
2013: Mobilität,
2014: Kein eigenes Thema, damit im Abschlussjahr Raum für ein generelles Fazit, ein Zusammenführen der bisherigen Themen und einen Ausblick bleibt.
Das Nationalkomitee zeichnet anerkannte Projekte zur BNE aus. Die offiziell anerkannten Projekte sind in einer Datenbank zusammengefasst, die sich ständig vergrößert. Meist sind es lokale Projekte und Initiativen, deren Methoden und Ideen aber auch von anderen übernommen werden können. Nebst zahlreichen Projekten für Schulen und Kindergärten, finden sich hier auch Konzepte, die sich an beruflich Auszubildende und Ausbildende wenden oder in Feldern der außerschulischen Weiterbildung und des informellen Lernens tätig sind.

## Die Entwicklung von Bildung für nachhaltige Entwicklung (BNE) allgemein und die Implementierung der UN-Dekade in Deutschland und international
1972: Gründung des UN-Umweltprogramms (UNEP) auf der ersten Umweltkonferenz in Stockholm.
1987: Veröffentlichung des Brundtland-Berichts:
Es ist ein Perspektivbericht zu langfristig tragfähiger, umweltschonender Entwicklung im Weltmaßstab, der in der internationalen Debatte über Entwicklungs- und Umweltpolitik eine maßgebliche Rolle spielte.
1992: Konferenz für Umwelt und Entwicklung der Vereinten Nationen in Rio de Janeiro (UNCED) und Agenda 21:
Auf der Konferenz beschließen über 170 Regierungen ein entwicklungs- und umweltpolitisches Aktionsprogramm für eine weltweite nachhaltige Entwicklung: die Agenda 21.
2002: Weltgipfel Rio + 10 – Johannesburg und Ausrufung der Weltdekade „Bildung für nachhaltige Entwicklung“:
Die Vereinten Nationen beschließen, die Jahre 2005 bis 2014 als Weltdekade „Bildung für nachhaltige Entwicklung“ auszurufen, mit der Resolution intensive Anstrengungen zu unternehmen, um das Leitbild der nachhaltigen Entwicklung in allen Bereichen der Bildung weltweit zu verankern.
2003: Hamburger Erklärung der Deutschen UNESCO-Kommission:
Aufruf an Bund, Länder, Gemeinden sowie Institutionen der Wirtschaft, Einrichtungen der Forschung und Lehre sowie die Zivilgesellschaft, sich zu einer „Allianz Nachhaltigkeit lernen“ zusammenzufinden.
2004: Deutsche UNESCO-Kommission wird mit Umsetzung der UN-Dekade in Deutschland beauftragt:
Auf Grundlage eines einstimmigen Bundestagsbeschlusses wird die Deutsche UNESCO-Kommission mit der Umsetzung der UN-Dekade in Deutschland beauftragt. Sie beruft dafür ein Nationalkomitee als zentrales Steuerungs- und Abstimmungsgremium. Auf Einladung des Nationalkomitees der UN-Dekade kommen rund 100 wichtige Initiativen der Bildung für nachhaltige Entwicklung einmal im Jahr zum Runden Tisch der UN-Dekade in Deutschland zusammen. Die Deutsche UNESCO-Kommission wird für die Umsetzung der UN-Dekade vom Bundesministerium für Bildung und Forschung (BMBF) gefördert.
2005: Veröffentlichung des 1. Nationalen Aktionsplans mit dem Ziel, den Gedanken der nachhaltigen Entwicklung in allen Bereichen der Bildung zu verankern:
Der Nationale Aktionsplan wir von der Deutschen UNESCO-Kommission herausgegeben und definiert als übergreifendes Ziel der UN-Dekade die Verankerung von Bildung für nachhaltige Entwicklung in allen Bereichen der Bildung. Er wird regelmäßig fortgeschrieben.
2007: Internationale Konferenz in Berlin und Launch des Internetportals www.bne-portal.de:
Im Rahmen der Deutschen EU-Ratspräsidentschaft findet die internationale Konferenz "UN-Dekade Bildung für nachhaltige Entwicklung – Der Beitrag Europas" in Berlin statt. Ziel der Tagung ist es, den europäischen Beitrag zum weltweiten Vorhaben UN-Dekade "Bildung für nachhaltige Entwicklung" zu identifizieren und dabei die globale Verantwortung Europas zu berücksichtigen. An der Konferenz nehmen über 200 Vertreter aus allen EU-Ländern, aus anderen Weltregionen und von internationalen Organisationen teil. Als einen weiteren Beitrag zur UN-Dekade realisiert die Deutsche UNESCO-Kommission das Internet-Portal zur Bildung für nachhaltige Entwicklung.
2008: Erste Bundesweite Aktionstage und Neufassung des Nationalen Aktionsplans:
Auf Initiative des Nationalkomitees der UN-Dekade „Bildung für nachhaltige Entwicklung“ finden erstmals die bundesweiten Aktionstage Bildung für nachhaltige Entwicklung mit mehr als 320 unterschiedlichen Veranstaltungen statt.
2009: Weltkonferenz Bildung für nachhaltige Entwicklung:
Die Weltkonferenz Bildung für nachhaltige Entwicklung setzt den Startschuss für die zweite Halbzeit der UN-Dekade. Die UNESCO (Paris) und das Bundesministerium für Bildung und Forschung organisieren die Konferenz. Kooperationspartner ist die Deutsche UNESCO-Kommission (Bonn). 700 Teilnehmer aus allen Weltregionen nehmen an der Konferenz teil.
2011 Neufassung des Nationalen Aktionsplans (deutsch/englisch):
Neben den aktualisierten Teilzielen enthält die dritte Fassung des Nationalen Aktionsplans der UN-Dekade "Bildung für nachhaltige Entwicklung" in Deutschland auch die von den Akteuren gemeinsam erarbeitete Strategie für die zweite Dekade-Hälfte. Den Schwerpunkt des Aktionsplans bildet darüber hinaus eine Sammlung der wichtigsten politischen Grundsatzpapiere, die im Vorfeld zur Dekade herausgegeben oder in ihrem Verlauf erarbeitet worden sind.
Februar 2012 Internationaler Workshop „Horizont 2015“:
50 Experten aus fünf Kontinenten fordern die Vereinten Nationen auf, die Fortsetzung der UN-Dekade „Bildung für nachhaltige Entwicklung“ über 2014 hinaus sicherzustellen und empfehlen der UN-Generalkonferenz die baldige Verabschiedung einer Resolution.
April 2012 Förderung von Folgeaktivitäten zur UN-Dekade "Bildung für nachhaltige Entwicklung" (2005 – 2014) sollen eingeleitet werden:
Mit seinem Beschluss vom 26. April 2012 fordert der Deutsche Bundestag die Bundesregierung auf, sich für Folgeaktivitäten zur laufenden UN-Dekade einzusetzen. Bildung für nachhaltige Entwicklung (BNE) versetze Menschen in die Lage, die Werte, Kompetenzen, Kenntnisse und Fertigkeiten zu erwerben, die heute für die Gestaltung einer zukunftsfähigen Gesellschaft im Einklang mit dem Leitbild der nachhaltigen Entwicklung erforderlich seien, heißt es in dem von CDU/CSU, SPD, FDP und Bündnis 90/Die Grünen beschlossenen Antrag.
Juni 2012 Rio+20-Gipfel und die Schlüsselrolle der Bildung für nachhaltige Entwicklung:
Im Abschlussdokument des Rio+20-Gipfels wird die Bedeutung von Bildung für nachhaltige Entwicklung mehrfach betont. Wichtige Aufgaben werden dabei den Bildungseinrichtungen zugewiesen. Aber auch über den Bildungssektor hinaus sollen die UN-Mitgliedstaaten dafür sorgen, dass BNE noch mehr ins Bewusstsein der Menschen rückt. Besonders hervorgehoben wird die UNESCO als treibende Kraft auf diesem Gebiet.